# ○○の父一覧 や行
○○の父一覧 や行（まるまるのちちいちらん やぎょう）は、ウィキペディア日本語版の記事「○○の父一覧」に存在する「〇〇の父」と比喩的に呼ばれている人物の内、や行に分類される人物の一覧である。

## や
- フリードリヒ・ヤーン（英語版） - ドイツ体操の父、体操の父、トゥルネンの父[1][2][3]
- アルネ・ヤコブセン - デンマークデザインの父[4][5]
- 安田伊左衛門 （やすだ・いざえもん） - 日本競馬の父[6][7]
- 柳田國男（やなぎた・くにお） - 民俗学の父、日本民俗学の父[8][9][10]
- 柳楢悦（やなぎ・ならよし） - 水路測量の父[11][12]
- 柳宗悦（やなぎ・むねよし） - 民藝運動の父[13][14]
- 山内溥（やまうち・ひろし） - テレビゲームの父、家庭用テレビゲーム産業の父、日本ゲーム産業の父[15][16]
- 山尾庸三（やまお・ようぞう） - 工学の父[17][18][19]
- 山県有朋（やまがた・ありとも） - 国軍の父、陸軍の父[20][21][22]
- 山岸一雄（やまぎし・かずお） - つけ麺の父[23][24]
- 山極勝三郎（やまぎわ・かつさぶろう） - 日本病理学の父[25][26]
- 山田顕義（やまだ・あきよし） - 日本近代法の父[27][28]
- 山田脩（やまだ・おさむ） - 製糸業の父[29]
- 山田胖（やまだ・ゆたか） - 宇奈月温泉の父[30][31]
- 山中忠左衛門（やまなか・ちゅうざえもん） - 四日市萬古の父[32][33]
- 山辺丈夫（やまのべ・たけお） - 日本近代紡績業の父[29]
- 山本健一（やまもと・けんいち） - ロータリーエンジンの父[34][35]
- 山本権兵衛（やまもと・ごんのひょうえ/ごんべえ） - 海軍の父、日本海軍の父[36][37]
- 山本慈昭（やまもと・じしょう） - 中国残留孤児の父[38][39]
- 山本善次郎（やまもと・ぜんじろう） - 日本の動画の父[40]
- 山本滝之助（やまもと・たきのすけ） - 青年の父、青年団の父、青年団運動の父[41][42]
- 屋良朝苗（やら・ちょうびょう） - 本土復帰の父、復帰の父[43][44]
- アントン・ヤンシャ（英語版） - 近代養蜂の父[45][46]

## ゆ
- ユージン・サンドウ  - 近代ボディビルの父[47][48]
- ベルナール・ユーヴェルマンス - father of cryptozoology（未確認動物学の父）[49][50]
- 遊佐幸平（ゆさ・こうへい） - 日本馬術の父、日本近代馬術の父、日本の西洋馬術の父[51][52][53]

## よ
- 横井軍平（よこい・ぐんぺい） - ゲームの父、the Father of the Game Boy（ゲームボーイの父）[54][55]
- 吉田璋也（よしだ・しょうや） - 鳥取民芸の父[56][57]
- 吉野彰（よしの・あきら） - リチウムイオン電池の父[58][59]
- 吉野作造（よしの・さくぞう） - 日本民主主義の父[60]
- 吉村新兵衛（よしむら・しんべえ） - うれしの茶の父[61][62]
- 吉村酉二（よしむら・ゆうじ） - 盆栽の父[63]
- 依田勉三（よだ・べんぞう） - 十勝開拓の父[64][65]
- 四津浩平（よつ・こうへい） - 女子硬式野球の父[66][67]
- 米澤嘉博（よねざわ・よしひろ） - コミケの父[68][69]
- 米山梅吉（よねやま・うめきち） - 日本ロータリーの父[70][71]
- 代々木忠（よよぎ・ただし） - アダルトビデオの父[72][73]
- ヨン・シグルズソン - アイスランド独立の父[74][75]
- 楊曼生（ヨン・ムンセン） - マレーシア近代美術の父、マレーシアの水彩画の父[76][77]